# Amico (opat S. Vincenzo)
Amico (ur. ?, zm. 4 stycznia 1139) – włoski benedyktyn, kardynał.
Był mnichem i dziekanem klasztoru na Monte Cassino, a ok. 1115 roku został wybrany opatem klasztoru San Vincenzo al Volturno w archidiecezji Kapua. W 1117 roku papież Paschalis II mianował go kardynałem-prezbiterem SS. Nereo ed Achilleo. Jego podpis widnieje na bulli papieskiej z 20 kwietnia 1117. Uczestniczył w papieskiej elekcji 1118. W 1130 roku poparł antypapieża Anakleta II i przystąpił do jego obediencji. W lutym 1130 podpisał list kardynałów popierających Anakleta II skierowany do króla Niemiec Lotara III. Prawdopodobnie w maju 1138 pojednał się z Innocentym II.